# 第131师团
第131师团（Dai-hyakusanjūichi Shidan）是日本帝国陆军的一个步兵师团。它的代号是秋水兵团（Shūsui Heidan）。该师团于1945年2月1日在武汉以丙级师团标准组建。师团的主力是第27师团和第40师团的小部分。

## 行动
第131师团的主要任务是保护铁路运输线，师团防区从安徽延伸到广东。该师团参与了豫湘桂会战的最终阶段。1945年6月17日，第131师团直属中国远征军，1945年7月10日增加一个炮兵连。1945年8月15日，日本投降，第131师团最终位于咸宁。
该师于1945年9月15日解除武装。其最后一个支队于1946年5月31日从上海启航，1946年6月6日抵达日本并就地解散。